# María de la O Lejárraga

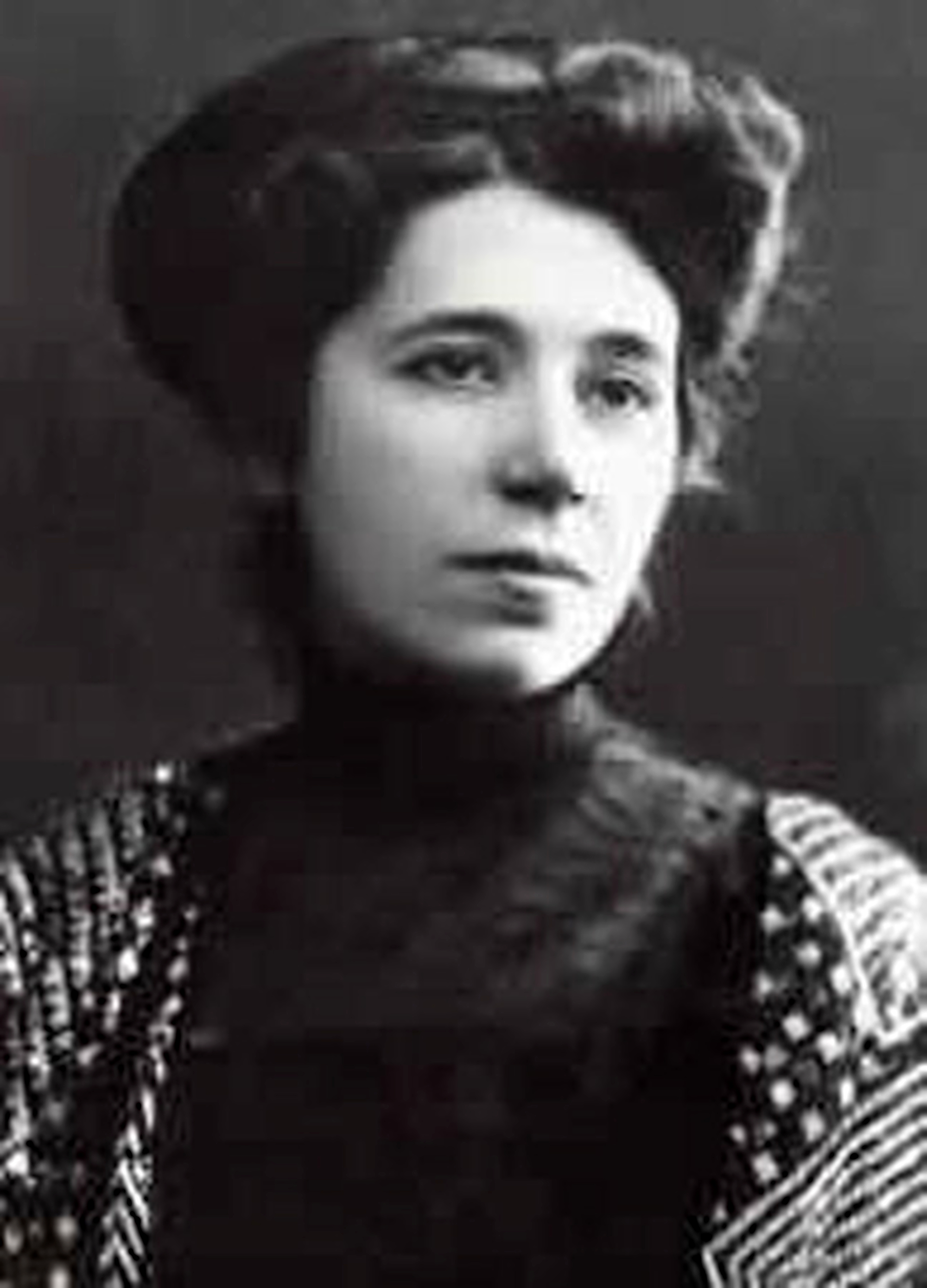
María de la O Lejárraga, Anfang des 20. Jhds.

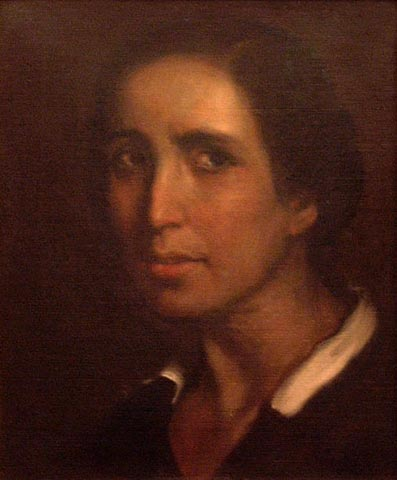
María de la O (1928), Porträt von María de la O Lejárraga von Julio Romero de Torres, Museo Julio Romero de Torres

María de la O Lejárraga García (* 28. Dezember 1874 in San Millán de la Cogolla, La Rioja; † 28. Juni 1974 in Buenos Aires, Argentinien) war eine spanische Schriftstellerin und Feministin, besser bekannt als María Martínez Sierra, ein Pseudonym, das sie in Anlehnung an den Nachnamen ihres Mannes Gregorio Martínez Sierra annahm und unter dem sie einen Großteil ihrer Werke schrieb.

## Leben
Lejárraga wurde in einer wohlhabenden Familie in San Millán de la Cogolla geboren. Im Alter von vier Jahren zog die Familie nach Carabanchel, da der Vater, Leandro Lejárraga Estecha, als Chirurg in Madrid arbeitete. Ihre Mutter, Natividad García Garay, eine gebürtige Madriderin, kümmerte sich persönlich um die Ausbildung ihrer Kinder, wobei sie sich an französischen Bildungsprogrammen orientierte. De la O Lejárraga studierte bei der Asociación para la Enseñanza de la Mujer, wo sie mit den pädagogischen Ideen der Institución Libre de Enseñanza in Kontakt kam. 1891 schloss sie ein Handelsstudium ab und wurde Lehrerin für Englisch an der Escuela de Institutrices y Comercio der Asociación. Das vollständige Lehramtsstudium schloss sie an der Escuela Normal de Madrid ab. Als Studentin nahm sie am Congreso Pedagógico Hispano-Americano teil, wo sie die Bildungspostulate von Emilia Pardo Bazán unterstützte. Zwischen 1897 und 1907 arbeitete sie als Lehrerin. Im Jahr 1905 reiste sie mit einem Stipendium nach Belgien, das es ihr ermöglichte, die dortigen Bildungssysteme kennenzulernen, wobei sie auch die Volkshäuser und damit sozialistische Ideen kennenlernte.
1899 veröffentlichte sie Cuentos breves, ihre ersten Kurzgeschichten, was von ihrer Familie abgelehnt wurde. Dies und die Tatsache, dass sie Lehrerin war, veranlassten sie, im Weiteren unter dem Namen ihres Mannes zu schreiben, den sie 1900 heiratete. 1901 veröffentlichte sie in der Zeitschrift Vida Moderna, in der sowohl modernistische als auch realistische Schriftsteller publizierten.
Gemeinsam mit Juan Ramón Jiménez gründete sie die modernistische Lyrikzeitschrift Helios (1903–1904) und 1907 die Zeitschrift Renacimiento, beide Publikationen waren kurzlebig, aber auf dem neuesten Stand der europäischen Literatur. Die Zusammenarbeit führte zu einer langjährigen Freundschaft mit Jiménez. Lejárraga war polyglott und zeichnete für die meisten englischen und einige französische Übersetzungen verantwortlich, die in Renacimiento erschienen. Jiménez widmete ihr das folgende Gedicht:
Y María, tres veces amapola, María,

agua y lira tres veces, la que llevó al poeta

como un niño a través de estos parques de llanto,

tendrá una rosa o un oro en vez de aquel violeta

del corazón florido que la quería tanto.
Lejárraga gab ihre Lehrtätigkeit auf und ließ sich 1908 beurlauben, um sich ganz der Literatur zu widmen. Ihr Stück Canción de cuna, das 1911 uraufgeführt wurde, wurde mit dem Preis der Real Academia Española als bestes Stück der spanischen Theatersaison ausgezeichnet 1910–1911 ausgezeichnet. Von den Stücken die zwischen 1929 und 1931 in Madrid aufgeführt wurden, waren mindestens zwanzig von ihr. Dies zeigt den Erfolg beim Publikum und das Interesse der Kritiker. Die Compañía cómico-dramática Martínez Sierra, die von ihrem Mann geleitet wurde, trat nicht nur in Spanien auf, sondern tourte auch durch Frankreich, Großbritannien, die Vereinigten Staaten und Lateinamerika. Ihre beiden Namen erschienen in den Programmen der Aufführungen. Wenn ihr Mann abwesend war, kümmerte sie sich um die Geschäfte seines Theaters, des Teatro Lara.
Sie arbeitete mit etablierten Schriftstellern wie Eduardo Marquina in El pavo real und mit Carlos Arniches in dem später auch verfilmten La chica del gato zusammen. 1914 schrieb Lejárraga das Libretto für Margot, ein lyrisches Drama in drei Akten, für die Musik von Joaquín Turina.
Auf Vermittlung von Turina kam das Ehepaar 1913 in Paris in Kontakt mit Manuel de Falla. Nach dessen Rückkehr nach Madrid begannen sie, gemeinsam an verschiedenen Projekten zu arbeiten. Im Jahr 1915 wurde El amor brujo („Liebeszauber“), eine Kombination aus Musik und Tanz mit Musik von de Falla, der Choreografie von Pastora Imperio und dem Libretto von Lejárraga, am Teatro Lara in Madrid uraufgeführt.
Die Nutzung des Namens ihres Mannes für ihre Werke hat immer wieder zu Diskussionen zur Urheberschaft geführt. Für Granada, guía emocional wurde behauptet, dass es das Werk ihres Mannes wäre. Der unterzeichnete 1930 ein Dokument, in dem er die Mitautorschaft seiner Frau anerkannte, die Rechte aber für sich beanspruchte. Umgekehrt wurden Werke anderer Autoren, wie Eduardo Marquinas El pavo peacock, als von Lejárraga verfasst genannt. Marquina habe ausschließlich oder hauptsächlich zu ihrer Versifizierung beigetragen.
Lejárragas Vorstellungen von der Rolle der Frau in der Gesellschaft konzentrierten sich auf zwei Elemente: Geschlecht und soziale Schicht. Mutterschaft und das Häusliche sind wiederkehrende Themen in ihren Schriften, aber immer in Verbindung mit der weiblichen Individualität als vollwertige Bürgerin. Besondere Aufmerksamkeit widmete sie den Frauen der Mittelschicht. 1914 veröffentlichte sie Cartas a las mujeres de España und 1917 Feminismo, feminidad y españolismosowie Zeitungsartikel, darunter „La mujer Moderna“ in Blanco y negro.
Sie beteiligte sich an der Gründung mehrerer Vereinigungen für Frauenrechte, darunter 1917 zusammen mit der Marquise del Ter an der Gründung der Spanischen Frauenunion (der Unión de Mujeres de España), die zwei Jahre lang bestand. 1920 reiste sie als spanische Delegierte zum „8. Kongress der Internationalen Allianz für das Frauenwahlrecht“ nach Genf, wo sie an der Ausarbeitung einer Charta der Frauenrechte mitwirkte: Anerkennung der politischen, administrativen und zivilen Gleichstellung der beiden Geschlechter auf nationaler und internationaler Ebene. Sie war aktives Mitglied der Sociedad Española de Abolicionismo und nahm an zahlreichen Kundgebungen teil. Diese Gesellschaft engagierte sich gegen die Regulierung von Bordellen. 1926 beteiligte sie sich an der Gründung des Lyceum Club Femenino, der von María de Maeztu geleitet wurde, und arbeitete dort mit Victoria Kent Elena Fortún und Zenobia Camprubí zusammen. Unter anderem leitete sie die Bibliothek des Clubs.
Als überzeugte Feministin trat sie 1931 in die Partido Socialista ein. Sie begann ihre Mitarbeit dort mit einer Reihe von fünf Vorträgen mit dem Titel La mujer ante la República („Die Frau in der Republik“), die vom 4. bis 18. Mai 1931 im Ateneo de Madrid stattfanden. Neben Fragen zur Stellung der Frau versuchte sie auch, Ängste, insbesondere religiöse, vor dem neuen Regime zu zerstreuen. 1932 wurde eine weitere Vortragsreihe organisiert, in der die politische Lage analysiert wurde. Lejárraga beteiligte sich mit einem Vortrag mit dem Titel Dudas del momento („Gegenwärtige Zweifel“).
Gemeinsam mit etwa 20 anderen Frauen, darunter Pura Maortua und María Rodrigo, gründete sie 1932 die Asociación Femenina de Educación Cívica („Frauenvereinigung für staatsbürgerliche Bildung“). Die Vereinigung sollte nicht nur ein Instrument für feministische Forderungen, sondern auch eine geistige und materielle Heimat für arbeitende Frauen, insbesondere aus der Mittelschicht, sein. Zu diesem Zweck sollte es Konferenzen, Kurse und Workshops geben. Nach sechs Monaten hatte sie bereits 600 Mitglieder. Sie setzte sich für den Zusammenschluss feministischer Vereinigungen ein und war daher an der Herausgabe der Zeitschrift Cultura integral y femenina beteiligt.
Im Jahr 1933 wurde Lejárraga für Granada in den Congreso de los Diputados der Zweiten Spanischen Republik gewählt und zur Vizepräsidentin der Kommission für öffentliche Bildung ernannt. Sie mischte sich aber auch in allgemeine Politik ein und widersetzte sich den Gesetzesentwürfen zur Aufstockung des Personals der Guardia Civil und der Strafverfolgungsbehörde sowie zur Aufhebung der Términos municipales, weil sie diese als „ungerecht gegenüber einem hungernden spanischen Volk, das dringend Arbeit braucht“, verstand.
Sie gründete das Comité Nacional de Mujeres contra la Guerra y el Fascismo mit, dessen Vorsitz Dolores Ibárruri innehatte, und beteiligte sich an dessen Leitung. Lejárraga war Mitarbeiterin der von dieser Vereinigung herausgegebenen Zeitschrift Mujeres.
1936 war sie als Handelsattaché des Ministeriums für Landwirtschaft, Industrie und Handel Vertreterin der spanischen Republik in der Schweiz. Im Mai 1937 wurde sie zur Sekretärin der spanischen Regierungsdelegation auf der 23. Konferenz der Internationalen Arbeitsorganisation ernannt. Im selben Jahr wurde sie nach dem Wechsel an der Spitze der Regierung von Francisco Largo Caballero zu Juan Negrín entlassen und zog in ihr Haus in der Nähe von Nizza.
Nach dem Ende des Bürgerkriegs ging sie ins Exil nach Frankreich, Mexiko und Argentinien, wo sie zuletzt 1974 auch starb.
Nach einer komplizierten Operation am Grauen Star und ein Jahr nach dem Tod ihres Mannes begann sie 1948 wieder zu schreiben. Sie begann, mit „María Martínez Sierra“ zu unterschreiben, auch um die Urheberschaft an ihren früheren Werken einzuklagen, die an die außereheliche Tochter von Gregorio Martínez Sierra und der Schauspielerin Catalina Bárcena übergegangen waren. Sie tat dies in Una mujer por los caminos de España (1952) und Gregorio y yo, medio siglo de colaboración (1953). In letzterem Werk gibt sie ein 1930 von Gregorio Martínez Sierra in Anwesenheit von Zeugen unterzeichnetes Dokument wieder, in dem er erklärt, dass die Werke aus rechtlichen Gründen gemeinsam genutzt werden. Außerdem bestätigen Briefe und Telegramme in seinem Nachlass, welche Werke von Lejárraga geschrieben wurden. Bekannt war auch, dass das Ehepaar Lejárraga bereits seit 1922 getrennt gelebt hatte.
Im Jahr 1950 reiste sie nach New York City und später nach Kalifornien, um sich mit Hollywood-Produzenten zu treffen. Sie reichte bei Walt Disney das Manuskript für eine Kinderkomödie, Merlín y Vivian o la gata egoísta y el perro atontado („Merlin und Vivian oder die egoistische Katze und der dumme Hund“), ein, das jedoch abgelehnt wurde. Als 1955 Susi und Strolch in die Kinos kam, sah Lejárraga gewisse Ähnlichkeiten mit ihrer Idee, verfolgte die Frage eines Plagiats aber nicht weiter.
Sie reiste weiter nach Mexiko, wo sie für die Verlage Aguilar und Grijalbo übersetzte. Sie schrieb Beiträge für die Presse und hielt Vorträge am Ateneo Español de México. Aufgrund gesundheitlicher Probleme zog sie weiter nach Buenos Aires, wo sie bis zu ihrem Tod weiterschrieb.
1952 veröffentlichte sie in Buenos Aires ihr autobiografisches Buch Una mujer por caminos de España, in dem sie aus ihrer Zeit während der Spanischen Republik berichtete. Obwohl sie ursprünglich vorhatte, ihre Memoiren in einem einzigen Buch zu verfassen, musste sie sie in zwei verschiedene Bücher aufteilen, da das komplette Buch, das sie España triste („Trauriges Spanien“) nennen wollte, von Francos Zensoren nicht akzeptiert wurde. Der erste Teil wurde unter dem Titel Una mujer por caminos de España im Ausland veröffentlicht. In Spanien wollte sie Gregorio y yo („Gregorio und ich“) veröffentlichen, das vom Theater handelte, aber es kam nicht durch die Zensur und wurde 1953 in Mexiko veröffentlicht.

## Nachleben

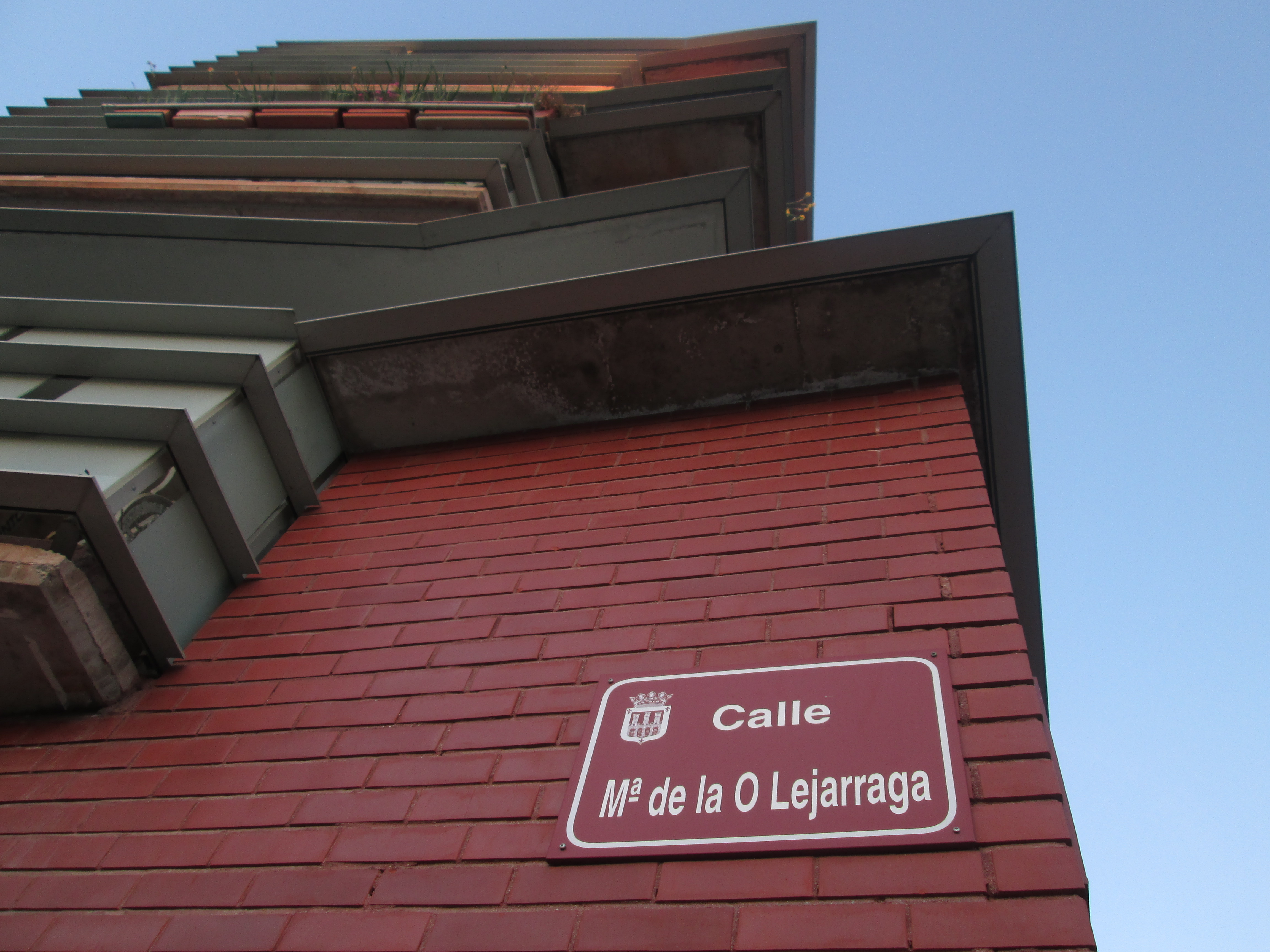
Calle María de la O Lejárraga in Logroño

Im Jahr 2012 wurden zwei Romane veröffentlicht, in denen María de la O Lejárraga eine Rolle spielt: Palabras insensatas que tú comprenderás von Salvador Compán und Cándida von Isabel Lizarraga.
Im Jahr 2015 veröffentlichte die Universität La Rioja das Buch De literatura y música. Estudios sobre María Martínez Sierra, das sich mit den Beziehungen befasst, die sie mit einigen der wichtigsten Komponisten ihrer Zeit unterhielt.
2019 wurde im Teatro Valle-Inclán das Stück Firmado Lejárraga, eine Inszenierung des Centro Dramático Nacional mit Text von Vanessa Monfort, Regie von Miguel Ángel Lamata und mit Cristina Gallego in der Hauptrolle uraufgeführt. 2020 wurde die ebenfalls vom Centro Dramático Nacional inszenierte und von María Folguera geschriebene Stück Elena Fortún uraufgeführt, in der die Nebenfigur María Lejárraga von großer Bedeutung für die Entwicklung von Fortún als Autorin ist.
Ebenfalls 2020 veröffentlichte der Verlag Renacimiento den Roman Luz ajena. El enigma de María Lejárraga („Das Licht der anderen. Das Rätsel von María Lejárraga“) von Isabel Lizarraga, in dem neben ihrer Lebensgeschichte die Motive behandelt werden, die Lejárraga dazu brachten, ihre Werke mit dem Namen ihres Mannes zu unterschreiben.

## Werke
Libretti
1912, als die Compañía Martínez Sierra Lejárragas Canción de cuna in Santander aufführte, lernte sie den Komponisten José María Usandizaga und es begann eine mehrjährige Zusammenarbeit. Mit großem Erfolg wurde die Zarzuela Las golondrinas mit ihrem Libretto 1914 uraufgeführt. Sie schrieb, unter dem Namen ihres Mannes, auch den Text für die Oper La llama, die 1918, drei Jahre nach dem Tod des Komponisten, aufgeführt wurde. 1914 bat Joaquín Turina sie um ein Libretto, und Lejárraga lieferte ihm Margot, das am Teatro Eslava in Madrid unter der Leitung von Martínez Sierra mit einem großartigen Bühnenbild und einer spektakulären Inszenierung aufgeführt wurde. Zur Vorbereitung eines weiteren Werks reisten Turina und Lejárraga gemeinsam in den Norden Marokkos, und mit den Eindrücken dieser Reise schrieb Turina eine fünfsätzige Suite mit dem Titel Álbum de viaje, die er Lejárraga widmete. Turina schuf auch die Musik für ein Auto sacramental, das 1916 uraufgeführt wurde. Er arbeitete mit Manuel de Falla für die Ballette El amor brujo und El sombrero de tres picos zusammen. Sie arbeitete auch mit Conrado del Campo an mehreren Werken und anderen Autoren wie María Rodrigo zusammen. Sie gilt als die bedeutendste spanische Librettistin.
Dramen
In ihren Memoiren Gregorio y yo erklärt sie, dass sie nach der Uraufführung von El ama de la casa 1910 ihre Lehrtätigkeit aufgab und sich ausschließlich dem Schreiben widmete, wobei sie stets von ihrem Mann unterstützt worden wäre. Ihre engagiertesten und experimentellsten Stücke schrieb sie zwischen 1925 und 1930. Mehrere von ihnen entlarven die romantische Liebe als eine Täuschung. Sie war bereits von ihrem Mann getrennt, offiziell seit 1922, und setzte sich dafür ein, die Frauen aus ihrer traditionellen, abhängigen Rolle zu lösen. Ihre Theaterwerke sind daher pädagogisch und kritisch gegenüber einer Idealisierung der Liebe. Mehrere dieser Stücke drehen sich um ein Liebesdreieck, so Mujer (1925), La hora del diablo (1926) Triángulo (1929) y Sortilegio (1930), letzteres eine unveröffentlichte Tragödie, der in Spanien nie aufgeführt wurde. Das Stück behandelt eine Dreiecksbeziehung mit einem Mann und einer Frau, die um die Liebe eines anderen Mannes konkurrieren. 1931 ließ Martínez Sierra sich mit Catalina Bárcenas in Hollywood nieder, und Lejárraga kehrte nach Spanien zurück und gab das dramatische Schreiben, bis sie ins Exil ging auf.
1950 stellte sie Es así fertig, ihre erste abendfüllende Komödie, die sie nach dem Tod ihres Mannes schrieb. Darin kehrte sie zur Dreiecksbeziehung und zum Eheverrat zurück. Sie lebte in Buenos Aires, wo sie hoffte, Para casarse hay que ser viuda zu veröffentlichen, eine „ausgelassene Komödie“, wie sie in einem Interview erklärte. Sie schrieb weitere Stücke wie Tragedia de la perra vida, eine mythologische, philosophische und metatheatralische Satire, deren Aufführung sie aber nicht mehr erleben konnte. Sie schrieb bis zu seinem Tod sechs Monate vor ihrem hundertsten Geburtstag weiter.
Ihre letzten Werke sind in einem Buch mit dem Titel Fiesta en el Olimpo („Fest auf dem Olymp“) gesammelt, das sie im Alter von 86 Jahren veröffentlichte; darin erinnert sie sich an ihren Mann als den idealen Regisseur ihrer Texte.